# August Jakub Rott
August Jakub Rott (30. dubna 1815 Český Brod – 30. června 1868 Praha), také August Jindřich Rott, August Heinrich Rott (německy), August Henri Rott (francouzsky), Augusto Enrique Rott (španělsky), byl český podnikatel, výrobce hudebních nástrojů.

## Život
Základy hudebního vzdělání získal v Českém Brodě, svém rodišti od Františka Gebauera, kde troubil na lesní roh na místním kůru.
V roce 1825 odešel do Prahy za bratrem Vincencem Josefem do čtyřletého učení nástrojáři Antonínu Geppertovi a vyučil se nástrojařem u Antona Lipperta (1825–1829)]. Po vyučení se v roce 1829 vydal na zkušenou do světa, pracoval ve Vídni, Štýrském Hradci, Terstu a Miláně.

### Gebrüder Rott
V roce 1839 spolu s bratrem otevřeli dílnu na žesťové (dechové) hudební nástroje, značka Gebrüder Rott, v Praze, jako část společné činnosti. Ta se během krátké doby rozrostla a tak ji dvou letech spolupráce rozdělili. Bratr se věnoval pozdější firmě V. J. Rott (zal. 1840).

### August Jindřich Rott
August hudební dílnu v roce 1841 převzal na vlastní jméno August Jindřich Rott, resp. August Heinrich Rott. V roce 1844 založil filiálku ve Vídni, později prodejní sklady v Benátkách a v Neapoli.
Pracoval pro vojenské hudby, zejména rakouské armády. Hojně se účastnil světových výstav – 1851 Londýn, 1854 Mnichov, 1855 Paříž, 1862 Londýn, 1867 Paříž, na nichž byly jeho nástroje i vyznamenány.
Je autorem vynálezů vlastních nástrojů – např. návěstný roh pro rakouskou armádu (1849), miniaturní kornet in F se 4 zákružkovými ventily, glagol (1861), nový druh strojivových loveckých trubek s několika klapkami (1865).
Vyučili se u něj i František Barák a Johann Starý, kteří pak nějako nějakou dobu u něj pracovali.

### August Jindřich Rott syn

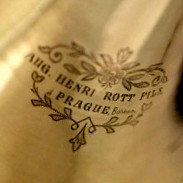
August Henri Rott fils, Prague, Bohemia, na jednom z nástrojů této manufaktury založené Augustem Jakubem Rottem 1839/41, z doby jejího rozkvětu na kterou navázal syn František (1850–1917)

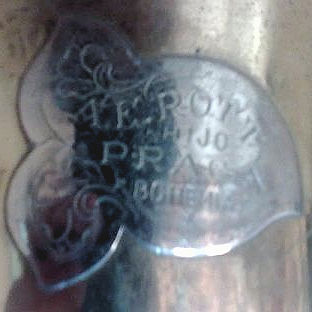
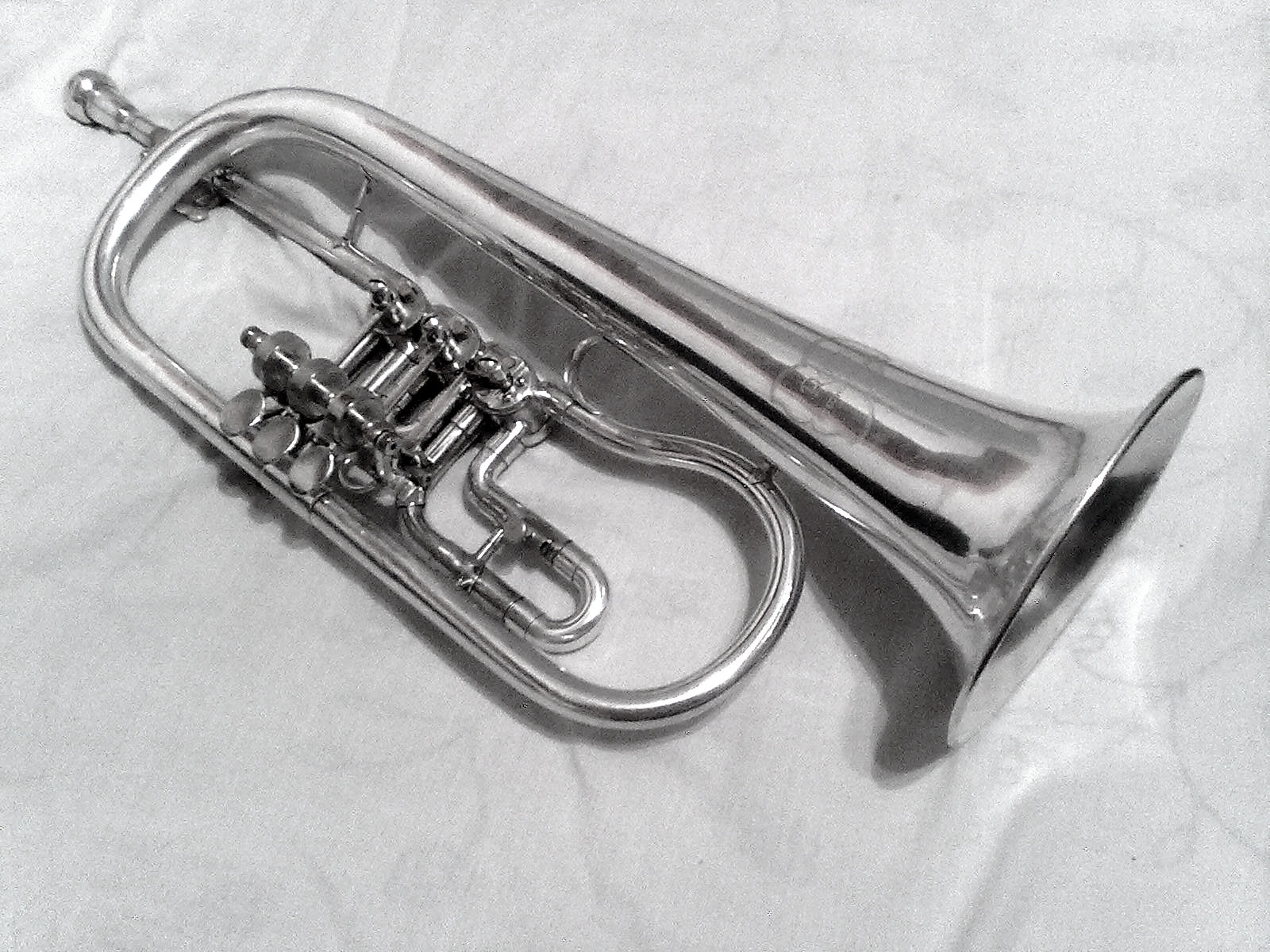
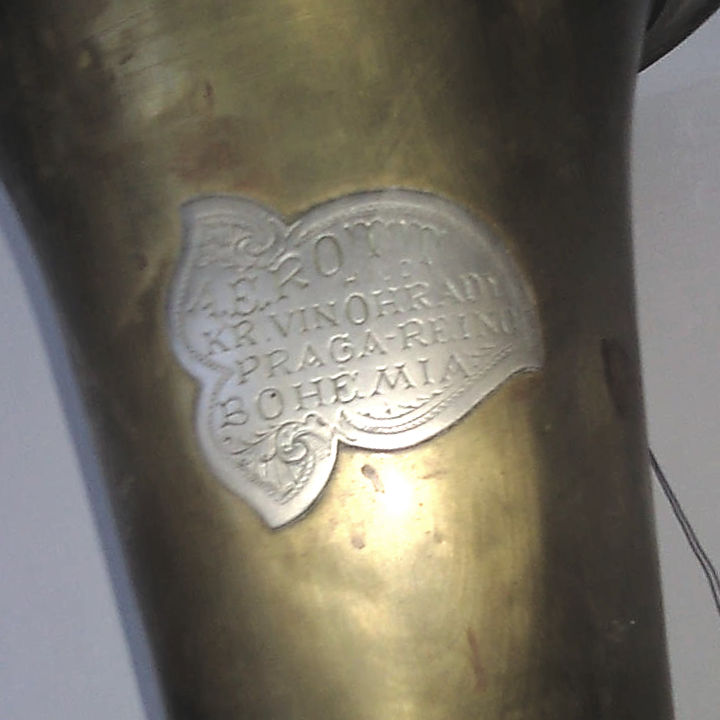
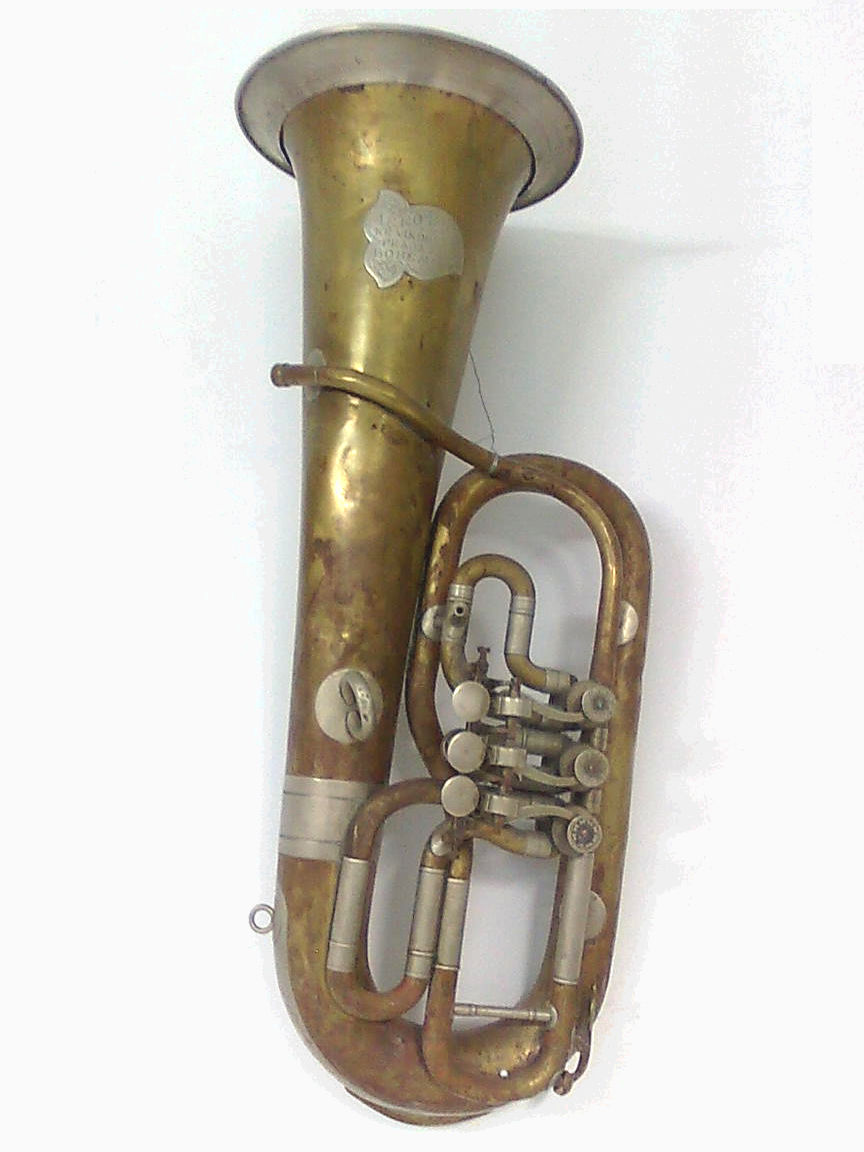
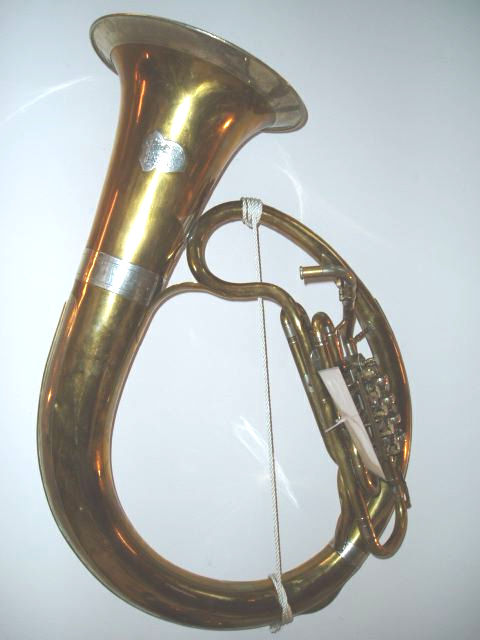

S manželkou Marií měli syna Františka Karla (1850–1917), který se u otce vyučil a pracoval, krátce i u Václava Františka Červeného v Hradci Králové. Následně převzal po smrti otce firmu August Henri Rott fils / August Jindřich Rott syn (a v dalších jazykových verzích) a rozšířil.

## Amati-Denak

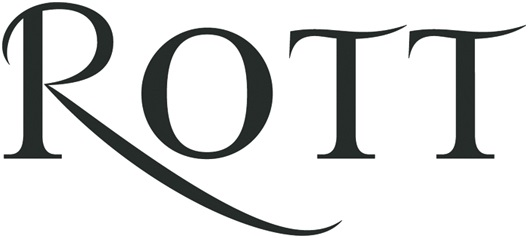
Rott – aktuální verze značky hudebních nástrojů společnosti V. F. Červený & synové

Společnost V. F. Červený & synové (v tradici původní firmy založené 1842 Václavem Františkem Červeným, která byla po válce znárodněna) v Hradci Králové vyrábí, jako část skupiny Amati-Denak (dříve národní podnik), žesťové (dechové) nástroje i pod značkou Rott, inspirovanou firmou Augusta Jakuba a syna. Nástroje pod touto značkou jsou určeny exkluzivně pro Španělsko a Portugalsko, kam již August Jindřich a František Karel Rottovi dodávali, mimo dalších zemí. Tamějším distributorem je Adagio Distribución firmy Grupo Adagio (Adagio Group).

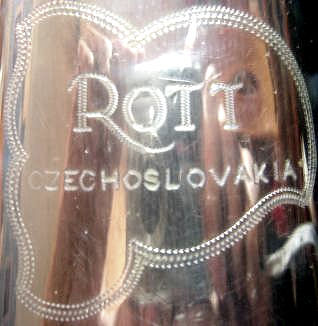
Rott Czechoslovakia
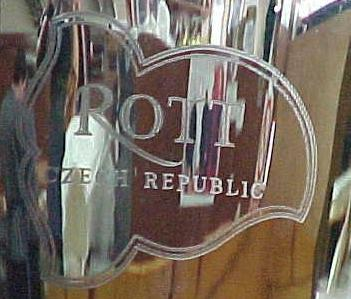
Rott Czech Republic